# The Rembrandts
I Rembrandts sono un gruppo musicale alternative rock statunitense, composto da Phil Solem e Danny Wilde nel 1989. I due avevano precedentemente lavorato insieme come membri del gruppo Great Buildings nel 1981. Il gruppo ha acquisito una certa popolarità a metà degli anni novanta con la canzone I'll Be There for You, utilizzata come sigla di apertura della popolare sitcom Friends, e che è diventato il maggiore successo della loro carriera.

## Componenti
- Phil Solem (nato il 1º luglio 1956, Duluth, Minnesota)
- Danny Wilde (nato il 3 giugno 1956, Maine)

## Discografia
- The Rembrandts (1990)
- Untitled (1992)
- LP (1995)
- Spin This (Danny Wilde + The Rembrandts) (1998)
- Lost Together (2001)
- Choice Picks  (2005)
- Greatest Hits (2006)